# Патронник

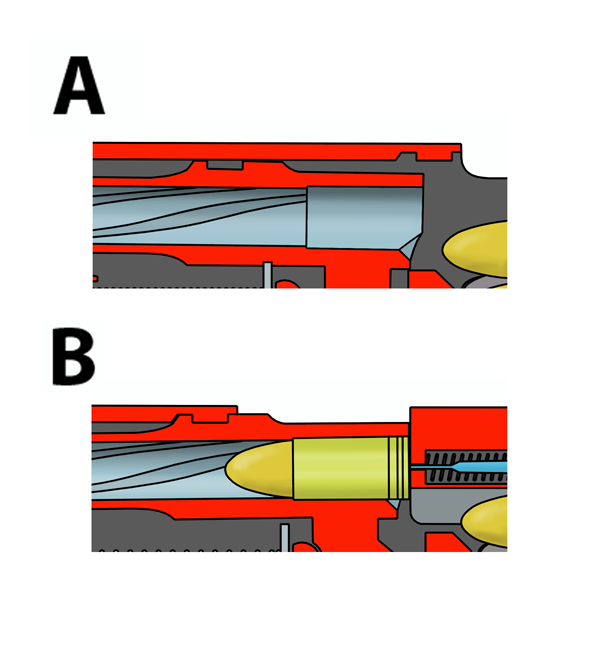
Патронник пистолета. Фиксация гильзы осуществляется упором её среза в уступ патронника.

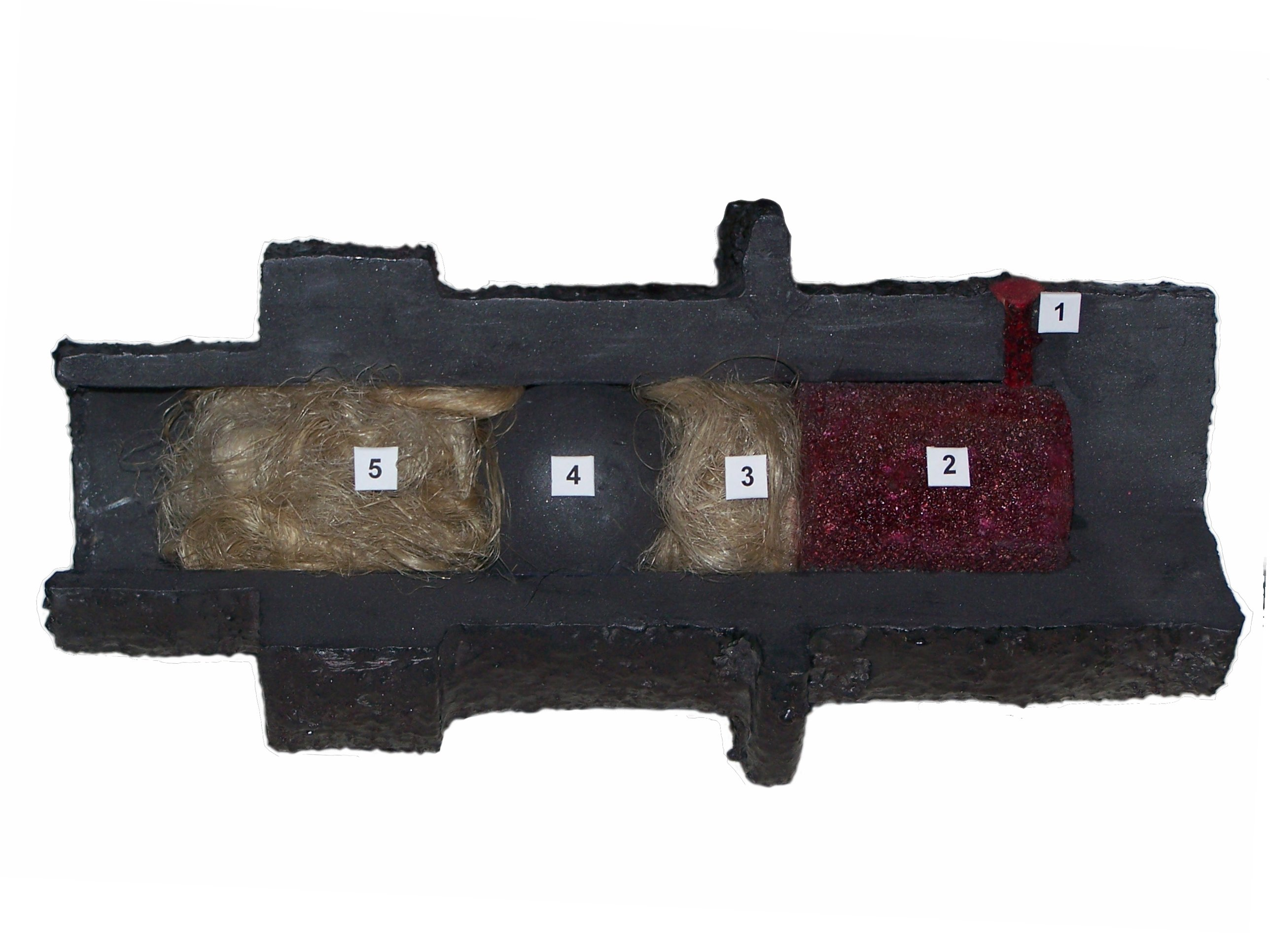
Съёмная зарядная камора пищали.

Подача патрона в патронник канала ствола.

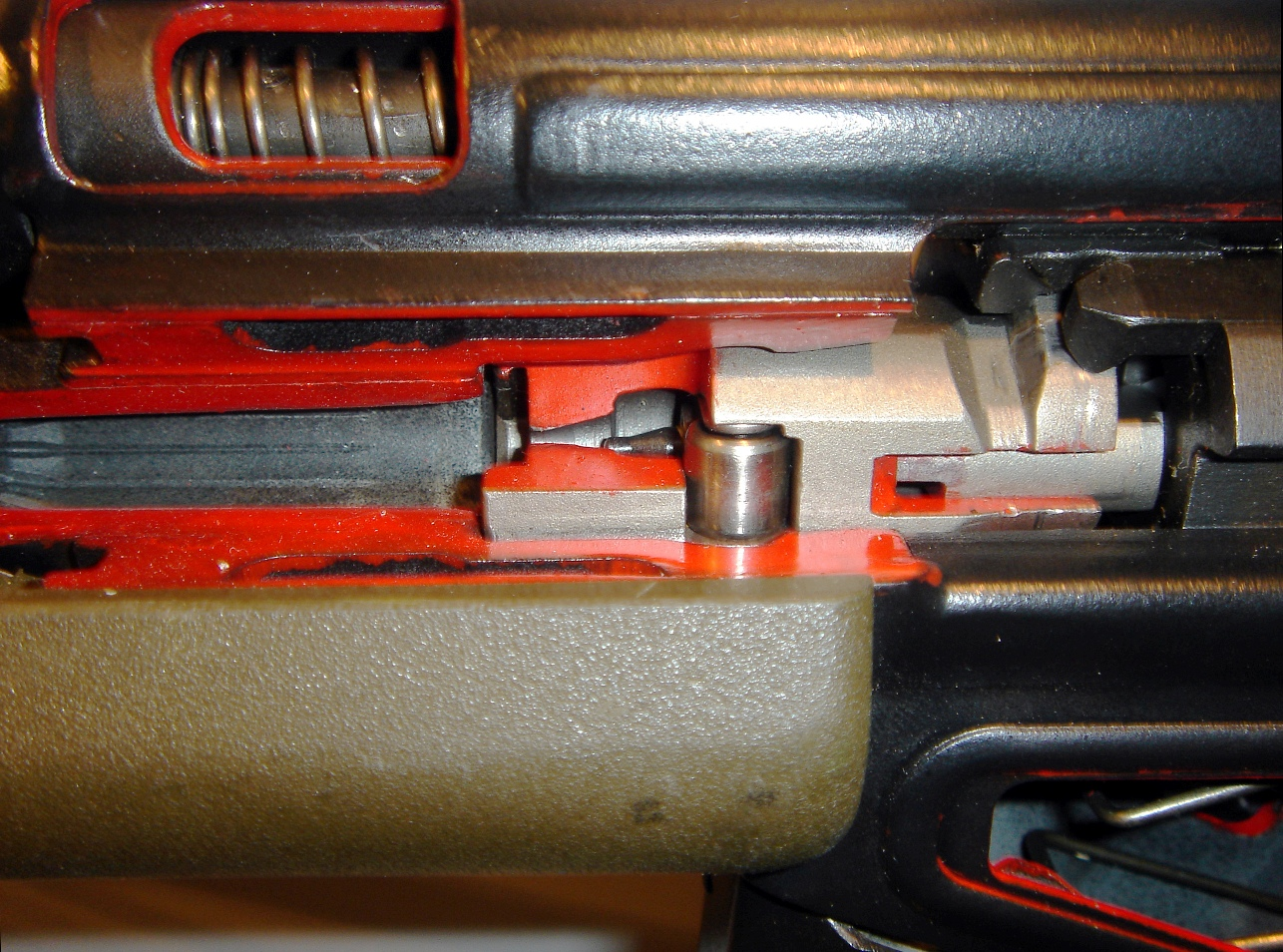
Макет винтовки G3 со вскрытым патронником, видны канавки Ревелли на его стенках.

Патро́нник — участок канала ствола, в котором размещается унитарный патрон (снаряд) огнестрельного оружия. 
По форме и размеру соответствует гильзе. С остальным каналом ствола соединяется посредством пульного входа, необходимого (в нарезном оружии) для плавного врезания пули в нарезы. Ранее на Руси (в России) Патро́нник или Патронный навойник — скалочка, палочка для навою патронов.

## История
Патронник является дальнейшим развитием зарядной каморы, в которой размещался пороховой заряд в дульнозарядном оружии. В артиллерии аналогичная по назначению часть ствола до сих пор так и называется каморой (chamber). У некоторых средневековых орудий (например, бомбард) зарядная камора могла выполняться съёмной, а при выстреле прижималась к казённому срезу ствола клином, винтом или рычагом. После широкого введения заряжания с казны унитарным патроном, в задней части ствола стали делать углубление с гладкими стенками для помещения патрона, названное, соответственно, патронником. В револьвере роль патронника играют отверстия его барабана, также называемые каморами.

## Устройство
Размеры патронника выбирают соответственно размерам патрона (гильзы), обеспечивая свободное вхождение патрона в патронник при возможных отклонениях размеров в пределах установленных допусков, а также загрязнении, запылении или густой смазке патронов. При этом сопряжение патрона с патронником должно быть таковым, чтобы обеспечивалась надёжная обтюрация (не допускался прорыв пороховых газов в промежутке между стенками гильзы и патронником) и не допускались раздувание или разрыв гильзы.
Иногда на стенках патронника выполняют разнообразные канавки, или насечку. Прямые продольные канавки, известные на постсоветском пространстве как «канавки Ревелли» по пулемёту Фиат-Ревелли обр. 1914/35 г. и на самом деле запатентованные главой компании «Фиат» Джованни Аньелли в июне 1914 года, соединяют канал ствола с патронником и служат для подачи части пороховых газов в пространство между гильзой и стенками патронника, этим облегчая экстракцию (извлечение гильзы из патронника после выстрела) и предотвращая её разрыв. Как правило они применяются в оружии с полусвободным затвором, где экстракция происходит при высоком трении в патроннике, которое необходимо ослабить, для чего и используются канавки Ревелли. Спиральные канавки или насечки на стенках патронника, наоборот, служат для повышения трения гильзы о стенки патронника, замедляя открывание затвора в системах со свободным затвором.

### Способы фиксации патрона в патроннике

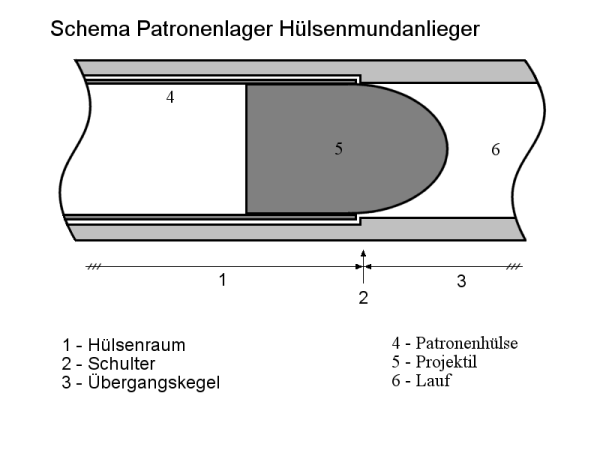
Фиксация патрона упором переднего среза гильзы.

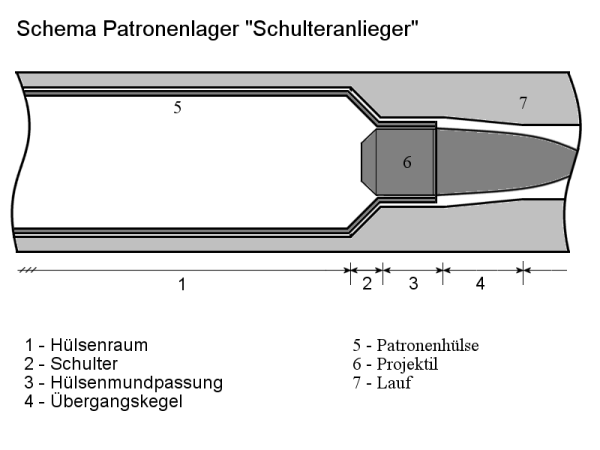
Фиксация патрона упором ската гильзы.

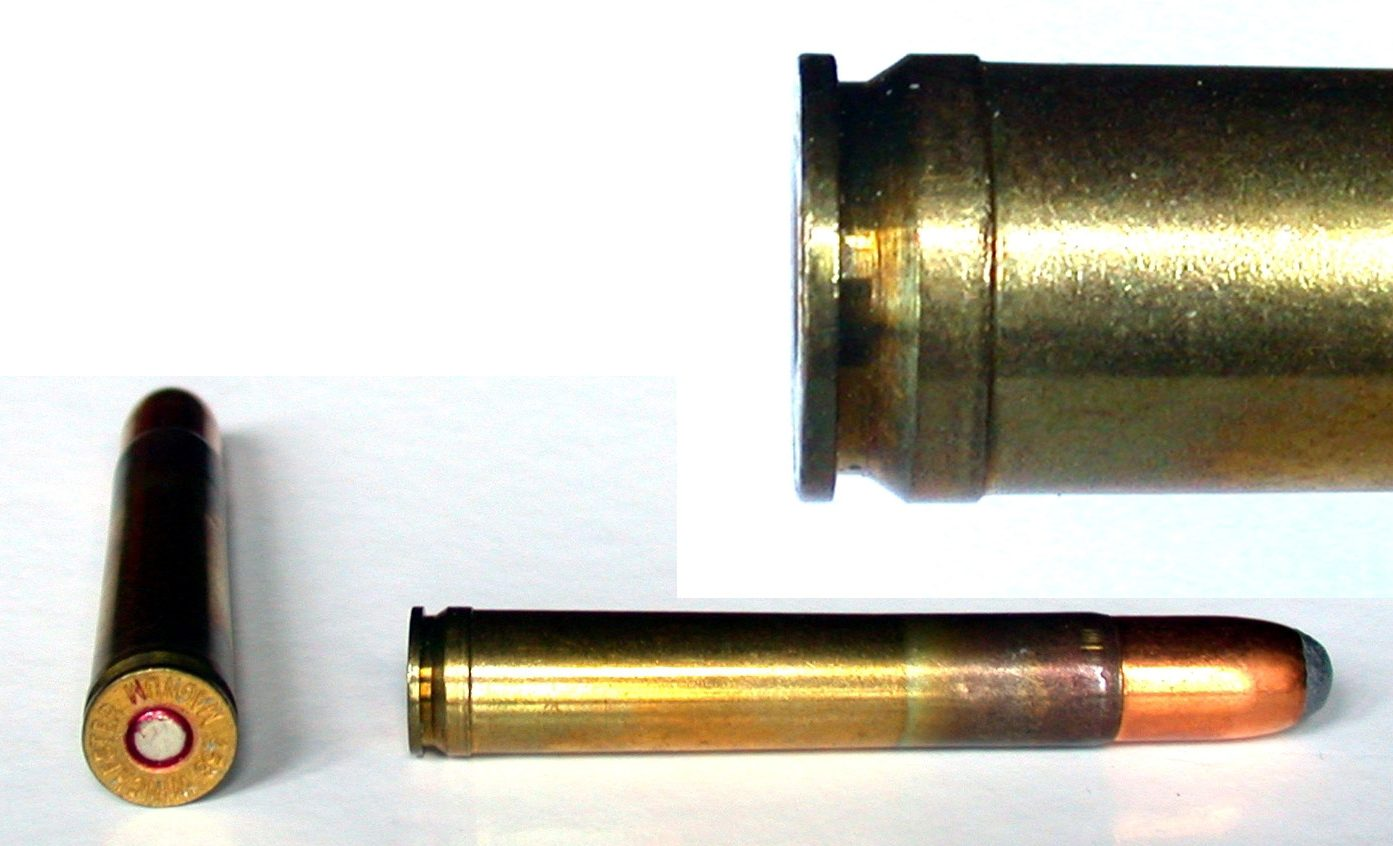
Патрон, гильза которого имеет цилиндрический уступ для фиксации в патроннике.

Для производства выстрела, гильзу патрона необходимо зафиксировать в патроннике. Это может быть выполнено несколькими способами:
- Фиксация патрона в патроннике осуществляется упором выступающей закраины (фланца, ранта, шляпки) гильзы в казённый срез ствола. В этом случае обеспечивается прочная и надёжная фиксация, а гильза и патронник могут быть изготовлены с большими допусками по длине. Однако выступающая закраина гильзы требует увеличения поперечных размеров узла запирания, а следовательно — затвора, соответственно растут габариты и вес оружия в целом, а в казённом срезе ствола приходится делать вырез для прохода экстрактора, что усложняет его изготовление; кроме того, выступающая закраина гильзы существенно затрудняет проектирование механизма подачи боеприпасов и (в случае магазинного питания) существенно снижает ёмкость магазина.

- Фиксация патрона в патроннике осуществляется упором переднего среза гильзы в уступ патронника. Этот способ используется только для патронов с короткими цилиндрическими гильзами, используемых в пистолетах и пистолетах-пулемётах, так как фиксация получается слабой из-за малой площади обеспечивающих фиксацию элементов.

- Фиксация патрона в патроннике осуществляется за счёт упора ската гильзы бутылочной формы в скат патронника. Этот способ обеспечивает достаточно надёжную фиксацию, но пригоден лишь для патронов с бутылочной гильзой и требует большой точности изготовления как гильзы, так и самого патронника.

- Фиксация патрона в патроннике осуществляется за счёт упора цилиндрического выступа гильзы, выполненного у её основания, в уступ казённика. Этот способ используется в системах крупного калибра или для особо мощных стрелковых боеприпасов. Он обеспечивает очень прочную и надёжную фиксацию, но требует использования сложных и дорогих в производстве гильз со специальным утолщением стенок в донной части, а также патронника с соответствующей расточкой в казённой части.